# 1094
Cette page concerne l'année 1094  du calendrier julien.
L'année 1094 est une année commune qui commence un dimanche.

## Événements

### Proche-Orient
- 11 février : cérémonie d'investiture de Al-Mustazhir, calife ‘abbasside[1] (fin de règne en 1118). Mustazhir est un souverain jovial et débonnaire. Il a le goût des arts, se passionne pour l’architecture, compose des poèmes d’amour. Il ne dispose d’aucun pouvoir au-delà de son palais.
- 26 mai : victoire de Tutuch à Tell as-Sultân sur les émirs Aq Sunqur d’Alep et Buzan d'Édesse[2].
- 29 mai : Tutuch prend Alep[3]. Le gouverneur de la ville, Aq Sunqur, accusé de trahison, est décapité. Son fils, le jeune Zanki, est recueilli par Karbouqa, atabeg de Mossoul[4].
- 21 juin : Al-Afdhal devient vizir de l'Égypte fatimide à la mort de son père l'arménien Badr al-Djamali (fin en 1121)[5].
- Novembre : mort du sultan seljoukide Mahmud ; son frère Barkyaruq prend le pouvoir à Bagdad[6].
- 24 décembre[1] : à la mort du calife fatimide Al-Mustansir Billah, son  fils cadet, Al-Musta'li, est nommé calife à la place de son aîné l’héritier légitime. Nizâr ben al-Mustansir et ses partisans, réfugiés à Alexandrie, sont écrasés par le vizir Al-Afdhal. Nizâr lui-même est emmuré vivant[7]. Al-Afdhal détient le pouvoir jusqu’en 1121.

### Europe
- 26 février : exécution du dernier roi aftaside de Badajoz et de deux de ses fils par les Almoravides[8].
- 15 mai : consécration de la cathédrale de Catane par l'abbé breton Ansger de Sainte-Euphémie[9].
- Mai : 
  - Donald III est chassé du trône d’Écosse par son neveu Duncan II[10], qui règne jusqu'au 12 novembre.
  - Le pape Urbain II reprend possession palais du Latran et du château Saint-Ange. L'antipape Clément III est évincé de Rome[11].
- Mai - juin : échec du complot de Nicéphore Diogène, demi-frère de Michel VII écarté du trône, contre Alexis Ier Comnène avec la complicité notamment de Katakalôn Kékauménos et de l’Arménien Michel Tarônitès, beau-frère du basileus, révélé par Constantin Doukas. Marie d'Alanie est mêlée à la conjuration. Alexis Ier refuse que son nom soit utilisé lors de l'instruction et elle est contrainte d'entrer dans un monastère[12].
- Juin : le prince serbe de Rascie Bolkan (ou Vukan), qui a envahi la Macédoine et obligé l'empereur Alexis Ier Comnène à intervenir à deux reprises, lui demande la paix. La guerre civile qui éclate entre Constantin Bodin et ses parents met fin aux agressions serbes contre l’Empire byzantin. Alexis apprend alors que les Coumans ont franchi les Balkans avec à leur tête un imposteur, Léon, qui se fait passer pour un fils de Romain Diogène. Ils marchent sur Andrinople défendue par Nicéphore Bryenne. Alexis avance jusqu'à Anchialos (Pomorie) quand Léon est fait prisonnier et envoyé à Constantinople. Les Coumans se dispersent, pillent la région et repassent le Danube[12].
- 4 juin : Sanche Ramire est mortellement blessé lors du siège de Huesca et meurt quelques jours après[13]. Début du règne de Pierre Ier, (1068-1104) roi d’Aragon et de Navarre.
- 15 juin : reddition de Valence, en proie à la famine, à l'issue d'un second siège de neuf mois mené par Rodrigo Díaz de Vivar, dit le Cid Campeador. Le cadi Ibn Yahhaf lui est livré par les Maures de la ville et est exécuté (mai-juin 1095)[14] Le Cid s'attribue les prérogatives royales[15]. Il mène avec son épouse Chimène la vie d’un véritable souverain et accumule une fortune colossale (fin de règne en 1099).
- 29 juin : Nicéphore Diogène et Katakalôn Kékauménos sont aveuglés. Les autres conjurés sont graciés[16].
- 18 septembre : Philippe Ier de France convoque le concile de Reims pour chasser l’évêque Yves de Chartres[17].
- 8 octobre : consécration de la nouvelle basilique Saint-Marc à Venise[18].
- 16 octobre : au concile d'Autun, Philippe Ier, roi des Francs, est excommunié par l’évêque Hugues de Die, au nom du pape Urbain II, pour avoir répudié Berthe de Hollande et épousé sa cousine Bertrade de Montfort (bigamie et inceste)[19].
- 21 octobre : Rodrigo Díaz de Vivar bat les Almoravides venus assiéger Valence à la bataille de Cuarte, entre Mislata et Cuart de Poblet[20].

- 12 novembre : Duncan II d'Écosse est tué à Monthechin dans un combat contre les partisans de son oncle, Donald III Ban, qui est restauré (fin de règne en 1097). Edmund partage le trône d'Écosse avec lui[21].

- Fondation de l'évêché de Zagreb, actuelle capitale de la Croatie, par le roi Ladislas de Hongrie[22].
- Oleg Sviatoslavitch prend Tchernigov à Vladimir Monomaque avec l'aide des Coumans. Il leur cède en échange la région de Tmutarakan[23]. Elle n'est plus nommée dans les chroniques de la Rus' de Kiev.